# Eduard von Kraus
Wilhelm Eduard Kraus, seit 1896 von Kraus (* 9. Oktober 1818 in Neckarbischofsheim; † 30. April 1899 in Baden-Baden) war ein preußischer Generalmajor.

## Leben

### Herkunft
Eduard war der Sohn des Wundarztes Georg Kraus († 1866) und dessen Ehefrau Luise, geborene Kieffer († 1849).

### Militärkarriere
Kraus besuchte die Langdorffsche Privatanstalt in seiner Heimatstadt und trat am 1. April 1839 in das 4. Infanterie-Regiment der Badischen Armee in Mannheim ein. Nach dem Besuch der Kriegsschule wurde er im März 1846 als Leutnant in das 3. Infanterie-Regiment versetzt und fungierte ab Mitte November 1846 als Adjutant des I. Bataillons. Ein Jahr später kommandierte man ihn zur weiteren Ausbildung an die Höhere Offizierschule in Karlsruhe. Daran schloss sich 1848 anlässlich der Badischen Revolution ein Kommando zum Generalstab des VIII. Armee-Korps und Mitte April die Beförderung zum Oberleutnant an. Unter Belassung in seinem Kommando wurde Kraus am 2. Januar 1849 dem Leib-Grenadier-Regiment aggregiert und Ende Mai 1849 in den Stab des Neckar-Korps versetzt. Er nahm an der Erstürmung von Staufen sowie den Gefechten bei Weinheim, Großsachsen, Lützelsachsen und Gernsbach teil. Im November 1850 war Kraus als Generalstabsoffizier beim Truppenkorps im Seekreis tätig und wurde Anfang März 1851 dem Kriegsminister von Roggenbach zur besonderen Verwendung überwiesen. Es folgten Verwendungen als Adjutant beim Generalstab sowie als Lehrer am Kadettenkorps, bis Kraus schließlich mit der Beförderung zum Hauptmann im Mai 1856 als Kompaniechef im 3. Infanterie-Regiment kurzzeitig in den Truppendienst zurückkehrte. Am 7. Januar 1857 folgte seine Kommandierung als Generaladjutant des Großherzogs und Anfang Mai 1858 wurde Kraus Adjutant beim Kommando der Infanterie. Mitte Februar 1861 in den Generalstab versetzt, war er ab Oktober 1863 für zwei Jahre als Lehrer zur Höheren Kriegsschule in Karlsruhe kommandiert. Während dieses Kommandos wurde Kraus im August 1864 Major und bei Ausbruch des Krieges gegen Preußen als Unterchef dem Generalstab des VIII. Armee-Korps zugeteilt. In dieser Stellung nahm er während des Mainfeldzuges an den Gefechten bei Hundsheim, Tauberbischofsheim, Gerchsheim und Hettstadt teil.
Nach dem Friedensschluss kehrte Kraus in den Generalstab zurück, wurde Ende Oktober 1867 Oberstleutnant und im März 1868 als Bataillonskommandeur in das neu errichtete 6. Infanterie-Regiment versetzt. Er führte sein Regiment im Krieg gegen Frankreich während der Belagerung von Straßburg und übernahm vom 9. Oktober 1870 bis zum 5. März 1871 die Führung des 3. Infanterie-Regiments. Mit beiden Klassen des Eisernen Kreuzes sowie dem Komturkreuz des Militär-Karl-Friedrich-Verdienstordens ausgezeichnet, avancierte Kraus Ende April 1871 zum Oberst und wurde am 15. Juli 1871 mit Abschluss der Militärkonvention als Kommandeur des 6. Infanterie-Regiments Nr. 114 in den Verbund der Preußischen Armee übernommen. Unter Verleihung des Charakters als Generalmajor wurde Kraus am 2. Juni 1875 in Genehmigung seines Abschiedsgesuches mit der gesetzlichen Pension zur Disposition gestellt.
Nach seiner Verabschiedung verlieh ihm Großherzog Friedrich I. am 14. November 1895 den Stern mit Eichenlaub des Ordens vom Zähringer Löwen mit Schwertern. Anlässlich des 25. Jahrestages der Kaiserproklamation wurde Kraus am 18. Januar 1896 in den erblichen preußischen Adelsstand erhoben.

### Familie
Kraus war mit Amalie Deimling verheiratet. Die Ehe blieb kinderlos.